# Eudorylas remotus
Eudorylas remotus är en tvåvingeart som först beskrevs av Hardy 1972.  Eudorylas remotus ingår i släktet Eudorylas och familjen ögonflugor.
Artens utbredningsområde är Thailand. Inga underarter finns listade i Catalogue of Life.